# Diplomatski protokol
Diplomatski protokol je skup pravila i običaja o ponašanju u međudržavnim odnosima, diplomatskom ophođenju, ceremonijalu i kurtoaziji.
Riječ protokol je grčkoga podrijetla, a isprva je označavala vrpcu ili pečat koji se lijepio na dokumente kao dokaz njegove izvornosti. Danas protokolom nazivamo i svojevrsni međunarodni sporazum, zbirku pisanih i običajnih normi međusobnog ponašanja država i njihovih predstavnika, kao i posebnu ustanovu ili više njih koje se bave primjenom navedenih normi. 
Bečka konvencija o diplomatskim odnosima propisuje neka ustaljena pravila. To je minimum pravila, nepoštivanjem kojeg može izazvati ne samo diplomatske nesporazume, nego i ozbiljne sporove među državama. Mnoga pitanja iz diplomatskog protokola, međutim, nisu uređena međunarodnim ugovorima. To se ponajprije odnosi na pitanje ceremonijala, reda prvenstva i povlastica. Zbog toga se ta pitanja rješavaju na temelju međunarodnog običajnog prava, općeprihvaćene prakse, domaćim zakonodavstvom, te ustaljenim tradicijama i običajima država. Neka pravila, prije nekog zajedničkog događaj, države mogu međusobno dogovoriti posredstvom protokola.